# EveryTime I Cry
«EveryTime I Cry» (en español: «Cada vez que lloro») es una canción de la cantante estadounidense Ava Max, lanzada el 8 de junio de 2021 a través de Atlantic Records. La canción de house y electropop fue escrita por Max, Caroline Pennell, Lauren Aquilina y los productores Cirkut y Sean Myer. Consiste en un piano con sintetizadores y letras que describen el efecto del empoderamiento de las mujeres en situaciones difíciles. «EveryTime I Cry» recibió críticas generalmente favorables de los críticos musicales, quienes elogiaron la animada producción. La canción alcanzó el número siete en Polonia y el número 99 en el Reino Unido. Un video musical acompañante fue dirigido por Max y Charlotte Rutherford y muestra a la cantante en el desierto que se transforma en un paisaje exuberante con sus lágrimas, que fue comparado con videos musicales anteriores de TLC y Shakira.

## Antecedentes y lanzamiento
El 11 de mayo de 2021, Max subió un avance de la canción en sus redes sociales. El 3 de junio de 2021, anunció la fecha de lanzamiento de la canción junto con la portada. La portada muestra a Max sobre un fondo con textura de agua con el rímel corrido por haber llorado. Antes del lanzamiento de la canción, Max aclaró que «EveryTime I Cry» sería una continuación de su álbum de estudio debut Heaven & Hell en Twitter. La canción fue lanzada el 8 de junio de 2021, que fue acompañado por un video con su respetiva letra en YouTube. La canción fue escrita por Max, Caroline Pennell, Lauren Aquilina, Cirkut y Sean Myer y producida por estos dos últimos.

## Composición
«EveryTime I Cry» es una canción de house y electropop. Abre con sintentizadores y usa un piano. El coro contiene elementos de house y llega a un clímax en un «ritmo maravilloso». La letra de la canción describe el impacto del empoderamiento de las mujeres durante situaciones difíciles, que, en consecuencia, permite a una persona confrontar valientemente sus emociones.

## Recepción crítica
Escribiendo para BroadwayWorld, Sarah Jae Leiber reconoció que «EveryTime I Cry» es «un éxito indiscutible de verano» y una «pista llena de adrenalina», y opinó que es «pura perfección electropop». Carolyn Droke de Uproxx describió la canción como «electrizante». Al escribir para The New York Times, Jon Caramanica lo comparó positivamente con la discografía de Dua Lipa. Shaad D'Souza de Paper describió la canción como un «banger indudablemente edificante» y la comparó positivamente con la canción de Max de 2020 «My Head & My Heart».

## Video musical

### Antecedentes
El 1 de julio de 2021, Max publicó un adelanto de la grabación del video musical de «EveryTime I Cry» en sus cuentas de redes sociales. El 22 de julio de 2021, se publicó un adelanto del video musical con su fecha de lanzamiento. El video musical se lanzó el 23 de julio de 2021 y fue codirigido por Max y Charlotte Rutherford. Max mencionó en un comunicado de prensa que «este video demuestra el poder dentro de la vulnerabilidad» y que «quería contar una historia en la que el espectador [la] viera convertir la debilidad en fuerza».

### Sinopsis
El video empieza como Max, golpeada y magullada, despertándose en un paisaje desolado y desértico. Después de levantarse, empieza a llorar, y mientras las lágrimas caen al suelo, el paisaje se empieza a llenar de agua hasta que se forma un océano. Después, se ve a Max como una hada sentada en un árbol que se encuentra en una cascada sobre las nubes mientras que mariposas vuelan alrededor de ella. A lo largo del video, se ve a Max posando detrás de una gran telaraña y bailando sobre nenúfares en un vestido color granate. También se ven escenas donde se muestra la vida creada por las lágrimas de Max.

### Recepción crítica
Escribiendo para Uproxx, Rachel Brodsky comparó las imágenes generadas por computadora (CGI) de los visuales con los videos musicales de la canción de 1995 de TLC «Waterfalls» y la canción de 2001 de Shakira «Whenever, Wherever».

## Créditos y personal
Créditos adaptados de Tidal.
- Amanda Ava Koci – voz, composición
- Henry Walter – producción, instrumentos, programación, composición
- Sean Myer – producción
- John Hanes – ingeniería
- Chris Gehringer – masterización
- Serban Ghenea – mezcla
- Caroline Pennell – composición
- Lauren Aquilina – composición

## Posicionamiento en listas
| Listas (2021)                            | Mejor posición |
| ---------------------------------------- | -------------- |
| Alemania (Official German Charts)        | 58             |
| Bélgica (Ultratop 50 Valonia)            | 9              |
| Croacia (HRT)                            | 15             |
| CEI (Tophit)                             | 67             |
| Eslovaquia (Rádio Top 100)               | 4              |
| Francia (SNEP)                           | 105            |
| Hungría (Rádiós Top 40)                  | 4              |
| Hungría (Single Top 40)                  | 37             |
| México (Billboard Mexico Ingles Airplay) | 23             |
| Nueva Zelanda (RMNZ Hot Singles)         | 29             |
| Noruega (VG-lista)                       | 39             |
| Países Bajos (Dutch Top 40)              | 22             |
| Países Bajos (Single Top 100)            | 62             |
| Polonia (Polish Airplay Top 100)         | 7              |
| Reino Unido (OCC)                        | 99             |
| República Checa (Rádio – Top 100)        | 10             |
| Suecia (Sverigetopplistan)               | 55             |
| Suiza (Schweizer Hitparade)              | 97             |

| Listas (2021)                    | Posición |
| -------------------------------- | -------- |
| Albania (The Top List)           | 93       |
| Bélgica (Ultratop Valonia)       | 41       |
| Croacia (HRT)                    | 52       |
| Polonia (Polish Airplay Top 100) | 47       |

## Certificaciones
| País    | Organismo certificador | Certificación | Ventas certificadas | Ref    |
| ------- | ---------------------- | ------------- | ------------------- | ------ |
| Austria | IFPI Austria           | Oro           | 15 000              | [ 47 ] |
| Francia | SNEP                   | Oro           | 100 000             | [ 48 ] |
| Polonia | ZPAV                   | Oro           | 25 000              | [ 49 ] |

## Historial de lanzamiento
| Región  | Fecha               | Formato(s)                  | Versión                | Discográfica          | Ref    |
| ------- | ------------------- | --------------------------- | ---------------------- | --------------------- | ------ |
| Varios  | 8 de junio de 2021  | Descarga digital, streaming | Original               | Atlantic Records      | [ 50 ] |
| Francia | 9 de junio de 2021  | Airplay                     | Original               | Universal Music Group | [ 51 ] |
| Italia  | 11 de junio de 2021 | Airplay                     | Original               | Warner Music Group    | [ 52 ] |
| Varios  | 6 de julio de 2021  | Descarga digital, streaming | Remezcla de Pink Panda | Atlantic Records      | [ 53 ] |
| Varios  | 16 de julio de 2021 | Descarga digital, streaming | Remezcla de R3hab      | Atlantic Records      | [ 54 ] |
| Varios  | 30 de julio de 2021 | Descarga digital, streaming | Remezcla de Sigala     | Atlantic Records      | [ 55 ] |